# Выселение немецких дворян из Эстляндии
Выселение немецких дворян из Эстляндии — высылка из Ревеля, Дерпта и Вендена балтийских немцев дворянского сословия, проведенная на основании постановления Исполнительного комитета Эстляндского совета рабочих и солдатских депутатов от 9 февраля 1918 года. Высылка проводилась в ответ на перехваченные у германских офицеров петиции немецкого населения о вводе германских войск в Эстляндию.
Все представители прибалтийско-немецкого дворянства мужского пола старше 17 лет и женского пола старше 20 лет (за исключением кормящих матерей и «дряхлых стариков») подлежали аресту и изоляции в концентрационных лагерях до тех пор, пока «их контрреволюционная деятельность не будет обезврежена». Во исполнение этого решения около пятисот немцев-дворян были арестованы в ночь на 10 февраля 1918 года. Затем 21 февраля того же года часть арестованных мужчин была выслана в Красноярск и Екатеринбург. Предводитель эстляндского дворянства Эдуард фон Деллинсгаузен вместе с ещё 16 арестованными немцами 23 февраля 1918 года был отправлен из Ревеля в Петроград в тюремном вагоне. Во время пути в Красноярск несколько немцев скончались, ещё несколько человек были расстреляны на территории Эстляндии. По условиям Брестского мира, высланные были в марте 1918 года отпущены в Эстляндскую автономию.

## Предыстория
К лету 1914 года немцы составляли 6,7 % населения Лифляндской и 2,7 % населения Эстляндской губерний (без учета гражданской принадлежности). Среди немецких дворян были помещики, которым принадлежала значительная часть сельскохозяйственной земли в Эстляндии и Лифляндии. При этом в немецких имениях работали эстонские и латышские крестьяне, многие из которых были малоземельными и безземельными. К рубежу XIX—XX веков владения помещиков составляли в Эстляндской губернии 73,9 % земель, в Лифляндской губернии — 54,3 % земель. По данным Первой всеобщей переписи населения Российской империи 1897 года, более 60 % сельского населения Лифляндии составляли безземельные крестьяне.
В начале Первой мировой войны число немцев в губерниях сократилось в результате интернирования и высылки подданных Германии и Австро-Венгрии. Указ Николая II Сенату «О правилах, коими Россия будет руководствоваться во время войны 1914 года» от 28 июля 1914 года аннулировал «всякие льготы и преимущества, предоставленные подданным неприятельских государств», предписывал местным властям «задержать подданных неприятельских государств, как состоящих на действительной военной службе, так и подлежащих призыву, в качестве военнопленных», а также разрешал местным властям высылать подданных государств-противников «как из пределов России, так и из пределов отдельных ея местностей, а равно подвергать их задержанию и водворению в другие губернии и области». Во исполнение этого указа только из Риги к 18 сентября 1914 года были высланы 4310 германских и австрийских подданных: 3151 военнообязанный, а также 1159 человек на основании приказа командующего 10-й армией генерала А. Е. Эверта от 22 июля 1914 года о выселении «всех без изъятий германских и австрийских подданных». 
С начала Первой мировой войны ненавидевшие немцев крестьяне стали подавать на них жалобы, обвиняя тех в пособничестве наступающим немецким войскам. Большинство этих доносов оказалось несостоятельными, хотя некоторое количество случаев измены немцев имело место. Особоуполномоченный по гражданскому управлению Лифляндской, Курляндской и Эстляндской губерниями П. Г. Курлов проверил расследования по доносам и решил, что из ста подобных дел, как правило, только одно давало некоторые основания к подозрению. 25 февраля 1915 года своим приказом Курлов запретил местным чинам полиции проводить дознание по анонимным доносам. Такие доносы следовало представлять Курлову, который лично принимал решение о порядке расследования.
Весной 1915 года начались высылки этапным порядком в Сибирь и во внутренние губернии России лиц из числа местного дворянства и лютеранского духовенства, причём военные власти настаивали на высылке немцев из местностей, находившихся на военном положении. Так, в 1915 году была выслана в Енисейскую губернию группа прибалтийских немцев (включая Э. Зерафима и одного из основателей «Немецких обществ» в Прибалтике, ландрата Э. фон Штакельберга), которые собирали вещи для немецких и австрийских военнопленных. Но позднее некоторые немцы вернулись.
После Февральской революции российские власти создали Эстляндскую автономию, объединив в нее Эстляндию и часть Лифляндии. Однако в 1917 году немецкие войска перешли в наступление и заняли в сентябре 1917 года Ригу, а в октябре того же года захватили входившие в состав Эстляндской автономии Моонзундские острова. После Октябрьской революции было заключено перемирие.

## Причина выселения

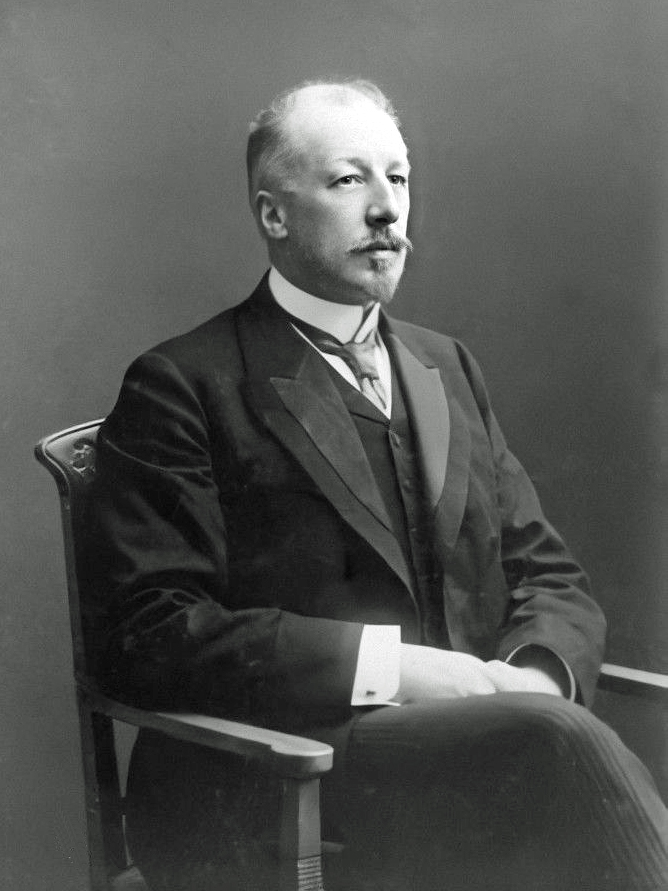
Эдуард фон Деллингсгаузен, эстляндский губернский предводитель дворянства

В конце января 1918 года около Гапсаля были задержаны два германских офицера. У них были изъяты петиции с просьбой к немецким войскам оккупировать Эстляндию. Подписи под этими петициями собирали при участии лютеранских пасторов, с ведома руководящих лиц прибалтийского дворянства (в том числе предводителя эстляндского дворянства Эдуарда фон Деллинсгаузена). Кроме того, органы новой советской власти знали, что Деллинсгаузен вёл переписку с немецкими властями, в частности, писал Вильгельму II. 23 января (5 февраля) 1918 года Эдуард фон Деллинсгаузен был арестован.

## Решение о выселении
9 февраля 1918 года постановлением Исполнительного комитета Эстляндского совета рабочих и солдатских депутатов были приостановлены выборы в Учредительное собрание Эстонии и с 12-ти часов ночи с 9 на 10 февраля (с 27 на 28 января по старому стилю) во всех городах Эстонии вводилось осадное положение. На этом основании все представители прибалтийско-немецкого дворянства мужского пола старше 17 лет и женского пола старше 20 лет (кроме кормящих матерей и «дряхлых стариков») подлежали аресту и изоляции в концентрационных лагерях, до тех пор пока «их контрреволюционная деятельность не будет обезврежена».

## Выселение

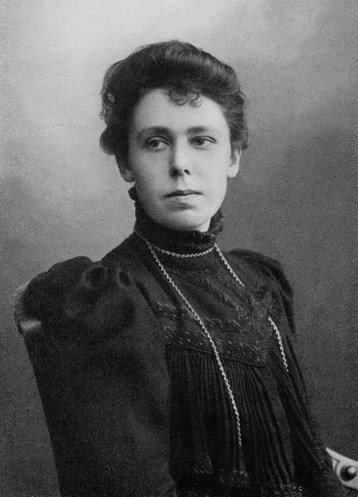
Маргарита Врангель, арестованная в Ревеле в ночь на 10 февраля 1918 года

В ночь на 10 февраля 1918 года вооружённые отряды обыскали дома немецких дворян и арестовали тех, кто подлежал выселению. Обыски проводила Чрезвычайная следственная комиссия с целью выявить организацию, контактировавшую с Германией. Аресты проводились открыто. Так, по воспоминаниям профессора Маргариты Врангель, у неё при обыске обнаружили «склад оружия» (это была отцовская коллекция) и «компрометирующие» письма из Германии, которые она писала в 1904—1909 годах, будучи студенткой Тюбингенского и Лейпцигского университетов. Врангель писала, что её вместе с другими арестованными женщинами вели по улицам Ревеля, делая при этом частые остановки, чтобы матросы и солдаты могли проводить митинги. Ораторы указывали на этих «аристократок», веками угнетавших простой народ. Арестованных женщин (около 200 человек) разместили за пределами города в одном из цехов судостроительного завода, в подвале которого находился минный склад. Там они находились под арестом. По вечерам женщины устраивали мероприятия, в том числе песенные представления, а баронесса Врангель прочла доклад о научных открытиях немецких ученых в области агрохимии. Врангель писала, что заключённые надеялись на то, что их спасут германские войска. Остававшееся на свободе прибалтийско-немецкое население Ревеля обеспечивало арестанток питанием, а владелица одного из цветочных магазинов прислала им большой букет нарциссов.
Арестованных дворян (около 400 мужчин) поместили в здание элеватора в ревельском порту, где они распределили между собой разного рода бытовые обязанности. Однако тут ситуация была сложнее: солдат-охранник убил одного из заключённых, В. фон Самсона (Samson). Немцев содержали также под арестом в кинотеатрах и спортзалах.
Детей арестованных забирала к себе прислуга. Некоторые дети остались в квартирах родителей одни без присмотра. По свидетельству прибалтийско-немецкой писательницы Теофилы фон Бодиско, многих таких детей её дочь приводила к ним в дом, чтобы накормить. Оставшиеся на свободе немецкие жители Ревеля недворянского происхождения оказали арестованным помощь: собрали матрацы, одеяла, подушки и прочие необходимые вещи. Организацией их питания (в том числе закупками продовольствия и приготовлением пищи), занимался общественный Комитет помощи. Для этого использовали благотворительную кухню, открытую осенью 1917 году и обеспечивавшую питанием обедневших и неимущих прибалтийских немцев. В частных домах варили суп и пекли хлеб, которые школьники относили на сборные пункты, где делали бутерброды и готовили еду. Ежедневно готовили около 120 литров супа и 1400 бутербродов. Приготовленную еду школьники доставляли в места, где находились арестованные дворяне.
В домах арестованных проводили обыски, в ходе которых изъяли много ценных вещей: старинное серебро, золотые ювелирные изделия, ценные бумаги, документы, наличные деньги (в некоторых домах нашли очень крупные суммы), вино, папиросы, сигары, бельё и сапоги.
В Дерпте 200 прибалтийских немцев содержались под арестом в Северном лазарете Красного креста под охраной эстонского батальона. Часть дерптских немецких дворян смогла избежать ареста. По словам арестованного Э. Зерафима, многие арестованные не принадлежали к дворянству, тогда как в Дерпте проживало немало прибалтийско-немецких дворян, которых никто «не побеспокоил».
Прибалтийские немцы обратились с просьбой об освобождении арестованных к народному комиссару юстиции РСФСР И. З. Штейнбергу, но безуспешно. Штейнберг сделал запрос Ревельскому совету рабочих и солдатских депутатов относительно массовых арестов в ночь на 10 февраля и выразил недоумение, что без соответствующего расследования целое сословие было объявлено вне закона. Однако Штейнберг не стал мешать высылке арестованных.
21 февраля 1918 года в 22 часа с железнодорожной станции у завода «Двигатель» в теплушках с надписью «бароны» отправили ревельских прибалтийско-немецких дворян мужского пола в Енисейскую губернию. Дерптских немцев везли отдельно в вагоне 3-го класса до Гатчины, где их присоединили к ревельскому эшелону.
Арестованных в Вендене немцев (около 160 человек, включая женщин) выслали в Екатеринбург. Группу немцев из Везенберга (В. фон Штакельберга, К. фон Шуберта, В. Блезе, начальника станции Тапа и семь везенбергских жителей) вывели из вагона на одной из остановок на территории Эстляндии и расстреляли.
Высланных сопровождали добровольцы: сестра милосердия Э. фон Штрик и уполномоченный шведского Красного креста Г. фон Сиверс. Кроме того, от Гатчины высланных сопровождали представители шведского посольства.
Высланных из Ревеля прибалтийских немцев везли до Красноярска 16 дней. Конвой, за редким исключением, не скрывал своей ненависти к прибалтийским немцам. Немцы спали по очереди, меняясь каждые два часа. Выдавали 100 граммов хлеба в день и дважды воду. Остальное продовольствие закупали старосты заключённых на станциях. Конвой говорил, что их выслали в Сибирь пожизненно. У дверей вагона были карандашные надписи, сделанные конвоем (на эстонском и русском языках), например: «Смерть балтийским баронам—тиранам!». Конвой обыскал высланных и изъял все найденные ценные бумаги, золото, деньги, золотые часы, серебряные портмоне, ювелирные украшения, а также зашитые в одежду деньги. Кроме того, под предлогом помощи семьям казнённых в Эстляндии и Лифляндии красноармейцев у заключённых отобрали сапоги, рубашки, меховые вещи, бельё. Один из высланных — Зерафим — вспоминал, что конвойные солдаты выносили тело умершего Т. фон Баранова под эстонскую революционную песню «Мызы горят, немцы умирают».
В Красноярск прибыли 10 марта 1918 года, где немцев поместили в губернскую тюрьму по 10–28 человек в одну камеру. В каждой камере выбрали старших, которые подчинялись баронам Э. фон Штакельбергу и Х. фон Брюммеру. Заключённых поднимали между половиной шестого и шестью часами утра для утренней поверки, которую проводили надзиратель и его помощник. Затем заключенные убирали камеры, и по четыре молодых человека от каждой из них отправлялись на кухню за хлебом и водой для плиточного чая. Отношение к немцам со стороны тюремной охраны, по свидетельству Зерафима, было намного лучше, чем со стороны конвоировавших их до Красноярска эстонцев: арестантам разрешали прогулки по тюремному двору, чтение книг (в том числе из тюремной библиотеки). Некоторые арестанты выступали перед сокамерниками с докладами на разные темы. Докладчик из одной камеры мог читать доклад для содержавшихся в другой камере.

## Общая численность высланных
Всего было выселено более 500 представителей дворянства из Эстляндии и Лифляндии. Трое умерли в дороге — Т. фон Баранов, А. фон Насакин и барон Гюне. Кроме того, один высланный — Р. фон Тизенгаузен — совершил побег: на ходу спрыгнул с поезда и смог добраться до Ревеля.

## Арестованные руководители прибалтийских немцев
Руководство немецкой общины во главе с фон Деллинсгаузеном было арестовано и отправлено для следствия в Петроград. Отправили 23 февраля 1918 года из Ревеля в вагоне с зарешечёнными окнами. Около 10 часов вечера поезд отъехал от станции у завода «Двигатель» и через 54 часа прибыл в Петроград, где арестованных довели до Смольного, разместив в большом зале под охраной латышей. 26 февраля 1918 года немцев перевели в следственный изолятор «Кресты», где поместили по  два арестанта в одиночной камере. Поначалу жившие в Петрограде друзья и родственники могли навещать арестованных, но позже свидания запретили. Немецкое общество Петрограда помогало арестованным: друзья снабжали деньгами и продовольствием, а немецкое отделение Российского Общества Красного Креста за небольшую плату ежедневно присылало обеды. Пастору Ф. Ферману разрешили посещать заключенных и провести в «Крестах» богослужение.

## Освобождение и возвращение
25 февраля 1918 года немецкие войска вступили в Ревель. 3 марта 1918 года был подписан Брестский мирный договор. Его статья VI предусматривала «немедленное» освобождение всех арестованных и высланных в Россию жителей Эстляндии и Лифляндии и их «безопасное» возвращение на родину. Администрация «Крестов» посоветовала арестованным найти себе защиту. Защиту взяла на себя шведская дипломатическая миссия.
После встречи с бывшим членом Государственного совета А. фон Шиллингом комиссар юстиции П. И. Стучка приказал выпустить из тюрьмы всех эстляндских и лифляндских заключённых: как прибалтийских немцев, так и эстонцев. Для вывоза заключённых прибалтийских немцев Стучка предоставил свой автомобиль. При этом фон Деллинсгаузена и еще троих дворян ревельский трибунал ранее приговорил к смертной казни. По приглашению посла Швеции в Петрограде генерала Э. Брендстрёма фон Деллинсгаузен некоторое время жил в гостинице при шведском посольстве. 22 марта 1918 года освобожденные из «Крестов» прибалтийские немцы и эстонцы отправились с Балтийского вокзала в Ямбург под охраной отряда солдат. В Волосово красноармейцы задержали поезд и потребовали выдачи освобождённых от ареста, но охрана не позволила этого сделать. Из Ямбурга немцы (мост у Луги был уничтожен) шли около 25 километров до демаркационной линии. Там их встретил немецкий отряд.
Находившиеся в губернской тюрьме Красноярска немцы 23 марта 1918 года были взяты под дипломатическую защиту Швецией (представителем Германии) и 27 марта были освобождены. Их отправили 29 марта из Красноярска по железной дороге под охраной красногвардейцев в Москву. Охрана почти полностью состояла из русских, которые, по словам пастора К. фон Цур-Милена, хорошо обращались с арестованными. Двери между вагонами были открыты, немцы могли общаться между собой и сами из своей среды выбрали «начальство» и «комендатуру», следивших, как и сами арестованные, за соблюдением дисциплины. Эшелон прибыл в Москву 10 апреля, откуда был отправлен в Оршу, где 13 апреля бывшие арестанты перешли в немецкую оккупационную зону и прибыли в Прибалтику. По дороге из Вильно несколько вернувшихся политиков (ландрат А. Б. фон Вульф, Э. фон Штакельберг, Э. Зерафим и профессор П. Соколовский) с согласия немецких властей отправили Вильгельму II телеграмму с благодарностью от лица прибалтийских немцев за вызволение из «сибирской темницы» и возможность вернуться на родину, «освобождённую немецким оружием».

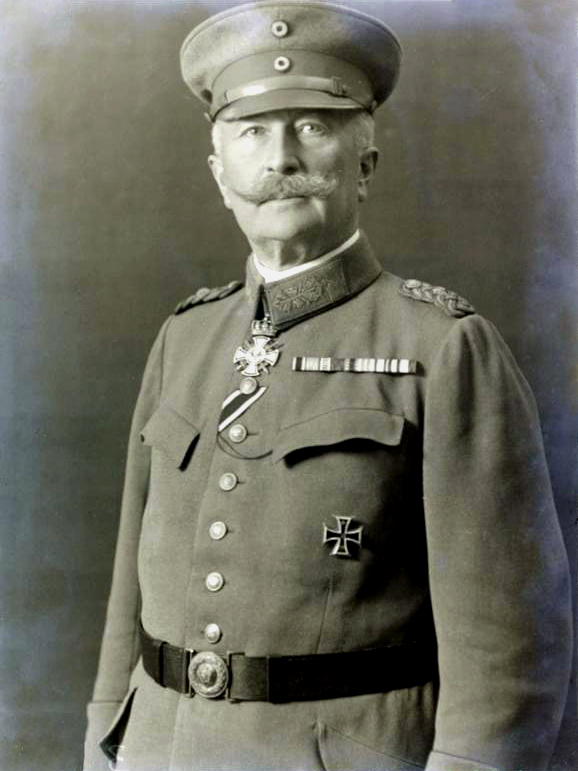
Военный губернатор Эстонии, генерал Адольф фон Зекендорф в 1918 году

Немецкое командование организовало вернувшимся торжественную встречу. В Вендене, Дерпте и Ревеле возвращавшихся из ссылки торжественно встречали с цветами, с военными оркестрами и речами. Вокзалы этих городов были празднично украшены зеленью и немецкими флагами. Возвращавшихся приветствовали представители немецкой военной администрации, исполнялся имперский гимн Германии. Такая встреча состоялась ранним утром 21 апреля на ревельском вокзале. По воспоминаниям очевидцев, перед вокзалом стояли немецкие военные, а на башне «Длинный Герман» реял немецкий имперский флаг. На платформе собрались дамы с букетами весенних цветов. Под музыку немецкого военного оркестра возвращавшиеся из ссылки вышли из вагонов, и перед входом в здание вокзала руководитель немецкой оккупационной администрации генерал Адольф фон Зекендорф лично приветствовал каждого. Затем на привокзальной площади состоялся благодарственный молебен.
22 апреля 1918 года в Домском соборе — главной церкви эстляндского дворянства — пастор К. фон Цур-Милен, вернувшийся из Сибири, совершил благодарственное богослужение.

## Память
День возвращения высланных немцев — 21 апреля — стал отмечаться в Эстонии. Юбилеи этой даты праздновали прибалтийские немцы в 1928 году, 1933 году и 1938 году. Так, на десятилетие возвращения, в 1928 году пастор фон Цур-Милен провёл торжественную службу, а вечером того же дня состоялось общественное собрание в здании «Акционерного клуба», в котором участвовали высланные в 1918 году и находившиеся тогда под арестом женщины и рижане. Некоторые из ранее высланных прислали телеграммы в честь памятной даты.

## Интересные факты
- Некоторые из высланных в феврале 1918 года в Красноярск ранее высылались в ту же Енисейскую губернию в 1915 году царской властью: Э. Зерафим и ландрат Э. фон Штакельберг[6].